# Premio Satira Politica Forte dei Marmi

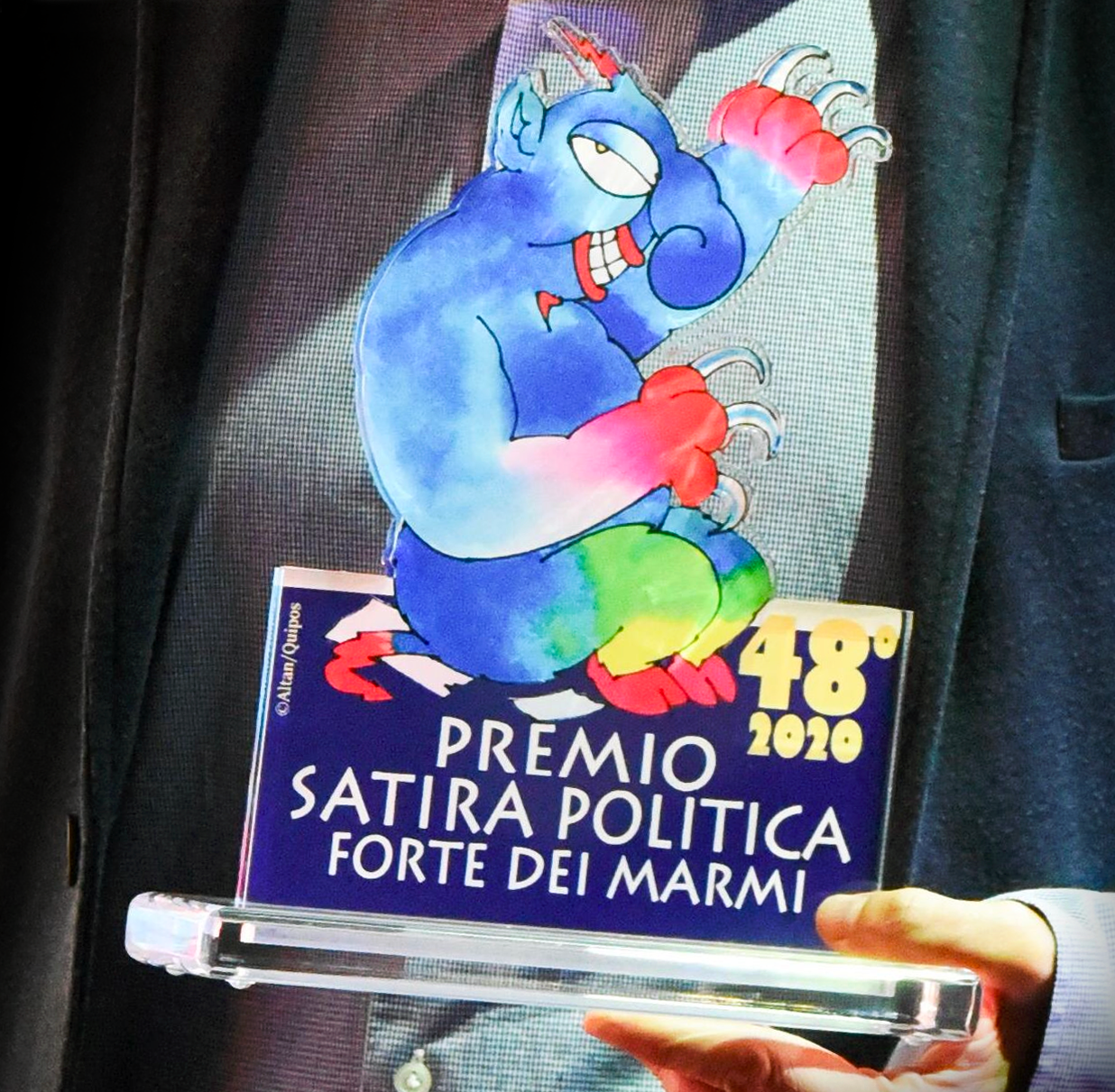
Il Premio Satira, disegnato da Altan

Il Premio Internazionale di Satira Politica Forte dei Marmi (spesso abbreviato in Premio Satira o Premio Satira Forte dei Marmi) è un riconoscimento assegnato annualmente a personalità culturali e artistiche distintesi nel campo della satira, dell'umorismo e dell'intrattenimento. Fin dalla sua nascita, nel 1973, è organizzato e gestito dal Comune di Forte dei Marmi, che ogni anno ospita i vari premiati per una cerimonia ufficiale che generalmente si svolge alla fine del periodo estivo. Dal 2019 il Premio è diretto da Beppe Cottafavi.

## Storia
Il premio fu ideato da Umberto Donati, segretario parlamentare e consigliere comunale di Forte dei Marmi, che nel 1973 propose di istituire nella città versiliana un riconoscimento dedicato alla satira, trovando il favore dell'allora sindaco Antonio Molino. Il Comune deliberò la nascita ufficiale del premio con un atto datato 17 agosto 1973: da allora si costituì la giuria, presieduta dallo stesso Donati. Come teatro della premiazione fu scelta la Capannina di Franceschi, locale molto in voga in quel periodo. Da allora tutte le cerimonie del Premio si sono svolte alla Capannina, con le sole eccezioni delle edizioni 2018 e 2019, tenutesi nel parco di Villa Bertelli, dimora ottocentesca di Forte dei Marmi.
Gli ultimi anni hanno visto alternarsi alla conduzione della serata di premiazione diversi volti dello spettacolo e del giornalismo: Serena Dandini (che ha condotto varie edizioni, fino al 2019), Andrea Delogu (2020), Alessio Viola (2021), Michela Andreozzi (2022) e Fabrizio Biggio (2023). L'edizione del 2024 è stata presentata dai Contenuti Zero, collettivo di attori comici che contestualmente sono stati premiati per il varietà.

## Premiati
Il primo vincitore del Premio Satira, nel 1973, fu Mino Maccari, pittore e illustratore satirico senese. Il premio per l'opera letteraria fu assegnato, ex aequo, ai libri Asse pigliatutto di Lucio Ceva, La gabbia di Guglielmo Negri e Ricordo perfettamente di Nino Vascon.
Nel corso della sua storia, molte illustri personalità hanno ricevuto il Premio: tra essi i registi Mario Monicelli, Nanni Moretti, Dino Risi e Paolo Virzì, gli scrittori Alberto Arbasino, Andrea Camilleri, Achille Campanile, Fruttero & Lucentini, Giancarlo Fusco Leonardo Sciascia e Cesare Zavattini, gli attori Roberto Benigni, Dario Fo, Gigi Proietti e Carlo Verdone, i giornalisti Enzo Biagi, Maurizio Costanzo, Indro Montanelli e Michele Serra, gli autori Antonio Amurri e Dino Verde, Gianni Boncompagni, Antonio Ricci ed Enrico Vaime, i disegnatori Altan, Bruno Bozzetto, ElleKappa, Mauro Biani, Makkox, Sergio Staino, Vincino e Zerocalcare, oltre a popolari volti televisivi come Renzo Arbore, Aldo Giovanni e Giacomo, Claudio Bisio, Enrico Brignano, Paola Cortellesi, Geppi Cucciari, Fiorello, Gene Gnocchi, Corrado e Sabina Guzzanti, Serena Dandini, Ficarra e Picone, Pif e Virginia Raffaele.
Il premio è stato assegnato anche ad alcune trasmissioni televisive come Blob, Drive In, Striscia La Notizia e Le Iene, e radiofoniche come Caterpillar, Il ruggito del coniglio, La Zanzara e 610.

## Tutti i vincitori
Di seguito sono indicati tutti i vincitori del Premio Satira, suddivisi per anno e per categoria.

### Anni Settanta
- 1973
  - Grafica
    - Mino Maccari

  - Letteratura (ex aequo)
    - Guglielmo Negri - La gabbia (Edistudio)
    - Lucio Ceva - Asse pigliatutto (Mondadori)
    - Nino Vascon - Ricordo perfettamente (Rizzoli)
- 1974
  - Grafica
    - Guido Clericetti

  - Letteratura
    - Carlo Fruttero e Franco Lucentini - L'Italia sotto il tallone di F&L (Mondadori)

  - Premio speciale
    - Fortebraccio (Mario Melloni)
- 1975
  - Letteratura
    - Anonimo - Berlinguer e il Professore (Rizzoli)

  - Cabaret
    - Oreste Lionello

  - Premio speciale
    - Oreste Del Buono per la rivista Linus
- 1976
  - Grafica
    - Tullio Pericoli ed Emanuele Pirella

  - Letteratura
    - Achille Campanile - L'eroe (Rizzoli)

  - Radio e tv
    - Gianni Boncompagni

  - Premio speciale
    - Giancarlo Fusco
- 1977
  - Grafica
    - Giorgio Forattini

  - Letteratura
    - Stefano Reggiani - Nel segno del leone (Bompiani)

  - Cabaret
    - Felice Andreasi

  - Televisione
    - Maurizio Costanzo
- 1978
  - Grafica
    - Pino Zac (Giuseppe Zaccaria)

  - Letteratura
    - Guglielmo Zucconi - La paga del deputato (Rusconi)

  - Cabaret
    - Enrico Beruschi

  - Televisione
    - Giuseppe Fiori (Tg2 Omnibus)

  - Cinema
    - Nanni Moretti - Ecce bombo
- 1979
  - Letteratura
    - Giovanni Mosca (opera omnia)

  - Cabaret
    - Carlo Verdone

  - Televisione
    - Ruggero Orlando

  - Premio satira "giovane"
    - Gino e Michele - Rosso un cuore in petto c'è fiorito (Savelli)

  - Premio speciale
    - Alla redazione de Il Male

### Anni Ottanta
- 1980
  - Letteratura
    - Leonardo Sciascia (opera omnia)

  - Grafica
    - Giuliano (Giuliano Rossetti)

  - Cabaret
    - Roberto Benigni

  - Televisione
    - Renzo Arbore

  - Libro dell'anno
    - Guido Quaranta - Due o tre cose che so di loro (Mondadori)
- 1981
  - Letteratura e giornalismo
    - Indro Montanelli

  - Spettacolo
    - Dario Fo

  - Grafica
    - Giorgio Cavallo

  - Televisione
    - I Giancattivi
- 1982
  - Giornalismo
    - Enrico Mattei

  - Spettacolo
    - Giorgio Bracardi

  - Grafica internazionale
    - Andrzej Krauze (Polonia)

  - Premio speciale
    - Silvano Avanzini e Arnaldo Galli
- 1983
  - Letteratura
    - Cesare Zavattini (opera omnia)

  - Spettacolo
    - Amurri & Verde

  - Grafica
    - Angese (Sergio Angeletti)

  - Grafica internazionale
    - Jaume Perich (Spagna)

  - Rivista dell'anno
    - Humor (Argentina)

  - Premio giuria popolare
    - Lorenzo Vacca
- 1984
  - Letteratura e giornalismo
    - Enzo Biagi

  - Grafica
    - Sergio Staino

  - Spettacolo
    - Gigi Proietti

  - Rivista dell'anno
    - Osten (Jugoslavia)

  - Premio speciale
    - Franco Nebbia
- 1985
  - Letteratura e giornalismo
    - Riccardo Pazzaglia

  - Grafica
    - Altan

  - Spettacolo
    - Drive In (Italia 1)

  - Premio "Pino Zac"
    - Vauro (Vauro Senesi)

  - Rivista dell'anno
    - Dedeté (Cuba)

  - Premio speciale
    - Le Canard enchaîné (Francia)
- 1986
  - Letteratura
    - Sergio Turone

  - Giornalismo
    - Michele Serra

  - Grafica
    - Giannelli (Emilio Giannelli)

  - Spettacolo
    - Gran Pavese Varietà di Patrizio Roversi e Syusy Blady

  - Premio "Pino Zac"
    - Roberto Perini
- 1987
  - Grafica
    - Vincino (Vincenzo Gallo)

  - Giornalismo
    - Massimo Bucchi

  - Iniziative giornalistiche
    - Alberto Statera, direttore di Epoca

  - Spettacolo
    - Paolo Rossi e David Riondino

  - Premio "Pino Zac"
    - Smemoranda

  - Rivista dell'anno
    - Szpilki (Polonia)

  - Premio speciale
    - David Levine (USA)
- 1988
  - Giornalismo
    - Valentino Parlato

  - Grafica
    - Leonardo Cemak

  - Premio "Pino Zac"
    - Teste di gomma (Telemontecarlo)

  - Rivista dell'anno
    - Punch (Gran Bretagna)

  - Premio "I baroni della satira"
    - Alfredo Chiappori

  - Premi speciali
    - Adolfo Chiesa
    - Claude Serre (Francia)
    - Igor Smirnov, Oleg Tesler, Garif Basyrov e Mikhail M. Zlatkovsky (URSS)
- 1989
  - Letteratura
    - Carlo M. Cipolla - Allegro ma non troppo (Il Mulino)

  - Giornalismo
    - Giancarlo Perna

  - Cinema
    - Maurizio Nichetti - Ladri di saponette

  - Premio "I baroni della satira"
    - Alberto Fremura

  - Premio "Pino Zac"
    - La TV delle ragazze (Rai 3)

  - Premi speciali
    - Jules Feiffer (USA)
    - Alain Grandremy (Francia)

### Anni Novanta
- 1990
  - Letteratura
    - Gore Vidal - Hollywood (Bompiani)

  - Grafica
    - Pietro Gorini e Passepartout (Gianfranco Tartaglia)

  - Grafica internazionale
    - Garry Trudeau (USA)

  - Giornalismo
    - Giampaolo Pansa

  - Spettacolo
    - Striscia la Notizia (Canale 5)

  - Premio "Pino Zac"
    - Blob (Rai 3)

  - Premi speciali
    - Παρά Πέντε - Para Pente (Grecia)
    - Sergei Tunin (URSS)
- 1991
  - Letteratura
    - Massimo Bucchi - Storie di pazzi (Mondadori)

  - Giornalismo
    - Cuore

  - Cinema
    - Daniele Luchetti - Il portaborse

  - Radio
    - Banda Osiris

  - Rivista dell'anno
    - Eulenspiegel (Germania)

  - Premio "Pino Zac"
    - Bruno Bozzetto

  - Premi speciali
    - Ralph Steadman (Gran Bretagna)
    - Angelo Olivieri per il libro La lampada di Saladino (Edizioni Dedalo)
- 1992
  - Letteratura
    - Giuseppe Pontiggia - Le sabbie immobili (Il Mulino)

  - Grafica
    - Disegni & Caviglia (Stefano Disegni e Massimo Caviglia)

  - Grafica internazionale
    - Pat Oliphant (USA)

  - Libro più divertente dell'anno
    - Ivan Della Mea - Se nasco un'altra volta ci rinuncio (Interno Giallo)

  - Televisione
    - Corrado Guzzanti

  - Cabaret
    - Dario Vergassola

  - Premio "Pino Zac"
    - Gialappa's Band
- 1993
  - Letteratura
    - Paolo Villaggio - Caro direttore, ci scrivo... (Mondadori)

  - Grafica
    - Enzo Lunari

  - Grafica internazionale
    - Steve Bell (Gran Bretagna)

  - Giornalismo
    - Curzio Maltese

  - Televisione
    - Paolo Rossi

  - Spettacolo
    - Enrico Vaime

  - Libro più divertente dell'anno
    - Ro Marcenaro - Dov'è finito Bettino? (Sperling & Kupfer)

  - Premio "Pino Zac"
    - "Scuola di giornalismo disegnato" di Perugia, fondata da Angese

  - Premio speciale
    - Tignous (Francia)
- 1994
  - Grafica
    - Danilo Maramotti

  - Grafica internazionale
    - Tim (Louis Mitelberg) (Francia)

  - Giornalismo
    - Nello Ajello

  - Teatro
    - Lella Costa

  - Premio "Pino Zac"
    - Daniele Ciprì e Franco Maresco per Cinico TV

  - Premi speciali
    - Teatro Puccini di Firenze
    - Cuore per aver riscoperto Giovanni Guareschi
    - Piyale Madra (Turchia)
    - Associazione vignettisti di Israele
- 1995
  - Giornalismo
    - Oreste Del Buono

  - Letteratura
    - Edmondo Berselli - Il più mancino dei tiri (Il Mulino)

  - Grafica
    - Milo Manara

  - Grafica internazionale
    - Rius (Messico) - alla carriera
    - Pancho (Francia)

  - Cabaret
    - Giorgio Panariello

  - Televisione
    - Aldo, Giovanni e Giacomo

  - Cinema
    - I Broncoviz - Peggio di così si muore (regia di Marcello Cesena)

  - Premio "Pino Zac"
    - Il Vernacoliere

  - Premio speciale
    - Marco Belotti, Gianni Burato e Marco Murari per MegalomaNet, opera multimediale interattiva su cd-rom
- 1996
  - Giornalismo
    - Francesco Merlo

  - Letteratura
    - Daniele Luttazzi - Va dove ti porta il clito (Comix)

  - Grafica
    - Vauro (Vauro Senesi)

  - Grafica internazionale
    - Kevin Kallaugher "Kal" (USA)
    - René Pétillon (Francia)

  - Spettacolo
    - Pier Francesco Pingitore

  - Televisione
    - Stefano Salvi (il vice-Gabibbo)

  - Rivista dell'anno
    - Il Diavolo (Svizzera)

  - Premio "Pino Zac"
    - Giorgio Marchetti per Il Borzacchini Universale (Ponte alle Grazie)

  - Premio "alle cattive intenzioni"
    - Angelo Guglielmi e Piero Chiambretti per Cinegiornale Chiambretti (Tele+1)
    - L'eco della Carogna
- 1997
  - Grafica
    - Franco Bruna

  - Televisione
    - Paolo Hendel

  - Giornalismo
    - Pierluigi Battista

  - Letteratura
    - Massimo Gramellini - Compagni d'Italia (Sperling & Kupfer)

  - Radio
    - Antonello Dose e Marco Presta per Il ruggito del coniglio (Radio 2)

  - Premio "Pino Zac"
    - Sandro Baldoni per il film Consigli per gli acquisti

  - Premio satira politica "COPI 1997"
    - Alberto Rebori

  - Premi speciali
    - Condominio Mediterraneo (Rai 3) di Patrizio Roversi e Syusy Blady
    - Elettra Gorni per la tesi L'illustrazione satirica in Italia nel 1848 (Università Ca' Foscari, Venezia)
- 1998
  - Grafica
    - Lido Contemori

  - Grafica internazionale
    - Jeff MacNelly (USA)

  - Letteratura
    - Vincino per le sue recensioni letterarie disegnate

  - Giornalismo
    - Il Foglio
    - Boxer

  - Televisione
    - Claudio Bisio

  - Radio
    - Massimo Cirri e Sergio Ferrentino per Caterpillar (Radio 2)

  - Premio "Pino Zac"
    - Gianni Burato per i suoi Euro satirici

  - Premi speciali
    - Feral Tribune (Croazia)
    - Campagna "Dedicato ai folli" curata da TBWA per Apple
    - Sito internet del Comando Provinciale dei Carabinieri di Palermo
- 1999
  - Grafica
    - Enzo Lunari

  - Grafica internazionale
    - Sid Ali Melouah (Algeria)

  - Letteratura
    - Beppe Severgnini

  - Giornalismo
    - Maria Laura Rodotà

  - Cabaret
    - Enrico Bertolino

  - Cinema
    - Paolo Virzì

  - Televisione
    - Le Iene (Italia 1)

  - Radio
    - Gianluca Nicoletti per Golem (Radio 1)

  - Premio "Pino Zac"
    - Gianni Allegra per il cd-rom Contro la mafia a vignette

  - Premi speciali
    - Albert Colajanni per l'interpretazione di Massimo D'Alema a Striscia la Notizia
    - Stefania Franchi per la tesi Tango e il PCI. Il difficile rapporto tra comunisti e satira nell'Italia del dopoguerra (Università di Firenze)

### Anni Duemila
- 2000
  - Vignetta dell'anno
    - Sergio Staino per la vignetta "E Boselli è uomo d'onore" (L'Espresso, 4 maggio 2000)

  - Grafica internazionale
    - Heng Kim Song (Singapore)

  - Satira sul web
    - Elio e le Storie Tese per VirgElio (Virgilio)

  - Televisione
    - Marco Paolini

  - Radio
    - Alessandro Robecchi per Piovono pietre (Radio Popolare)

  - Cabaret
    - Max Pisu

  - Teatro
    - Moni Ovadia

  - Premio "Pino Zac"
    - Migneco & Amlo (Sara Migneco e Amleto De Silva)

  - Premi speciali
    - Pîne, rivista satirica in lingua curda (Turchia)
    - Elena Ubertazzi per la tesi I corsivi nei quotidiani in Italia. Il caso Fortebraccio (Università Cattolica di Milano)

  - Premio speciale "satira per caso"
    - SWG (Trieste) per il sondaggio che prevedeva una vittoria schiacciante per L'Ulivo di Massimo D'Alema alle elezioni regionali del 2000
- 2001
  - Letteratura
    - Andrea Camilleri

  - Giornalismo
    - Gian Antonio Stella

  - Grafica
    - Franco e Agostino Origone

  - Grafica internazionale
    - Private Eye (Gran Bretagna)
    - Ali Divandari (Iran)

  - Satira sul web
    - Lia Celi per Paginatre (Clarence)

  - Televisione
    - Carlo Freccero

  - Radio
    - Ciao Belli (Radio Deejay) di Roberto Ferrari e Digei Angelo

  - Cabaret
    - Ale e Franz

  - Premio "Pino Zac"
    - Malox (rivista satirica) di Beppe Mora e Sergio Saviane

  - Premi speciali
    - Gianpaolo Stella (scultore) per i suoi monumenti di satira
    - prof. Michele Ingenito (Università di Salerno) per il saggio I burloni del re. Satira e linguaggio nell'Inghilterra degli anni '60 (Private Eye 1961-1970) (Bulzoni Editore)
    - Chiara Firullo per la tesi La politica e la satira politica nell'Italia del XIX secolo (Università di Pavia)
- 2002
  - Giornalismo
    - Filippo Ceccarelli

  - Premio alla carriera
    - Gene Gnocchi

  - Grafica internazionale
    - Florin Balaban (Lussemburgo)
    - Steve Bell (Gran Bretagna)
    - Serge Duhayon "Serdu" (Belgio)
    - Emilio Giannelli (Italia)
    - Francisco Graells "Pancho" (Francia)
    - Jens Hage (Danimarca)
    - Riber Hansson (Svezia)
    - Tom Janssen (Olanda)
    - Adam Korpak (Finlandia)
    - Sebastian Krüger (Germania)
    - António Moreira Antunes "António" (Portogallo)
    - Máximo San Juan "Máximo" (Spagna)
    - Stathis Stavropoulos (Grecia)
    - Martyn Turner (Irlanda)
    - Jan Veenenbos (Austria/Olanda)

  - Televisione
    - Paola Cortellesi

  - Radio
    - Black Out (Radio 2)

  - Libro dell'anno
    - Paolo Cevoli - Cent'anni di Roncofritto (Rizzoli)

  - Satira sul web
    - My-Tv

  - Premi speciali
    - Doretta Di Marco per la tesi Il diritto di satira: il difficile equilibrio tra libera manifestazione del pensiero e tutela dei diritti della persona (Università di Bologna)
    - Emanuela Taverna per la tesi La vignetta di satira politica nel quotidiano contemporaneo: il caso di Giorgio Forattini (Università Cattolica di Milano)

  - Segnalazione
    - Kerosene Rivoluzione (rivista bolognese)
- 2003
  - Premio alla carriera
    - Gino e Michele

  - Giornalismo
    - Mattia Feltri

  - Grafica
    - Aldo Bortolotti
    - Valerio Marini

  - Rivista dell'anno
    - Une minute de silence (Francia)

  - Televisione
    - Corrado Guzzanti

  - Radio
    - Ho perso il trend (Radio 1) di Ernesto Bassignano ed Ezio Luzzi

  - Satira sul web
    - Riccardo Orioles

  - Premio "Pino Zac"
    - Gabriele Mazzotta

  - Premi speciali
    - Maria Catapano per la tesi La caricatura del Caporal Terribile (Università di Napoli)
    - Danielle Bruneau per la tesi La représentation caricaturale de Bettino Craxi par Giorgio Forattini (Università di Nantes)
- 2004
  - Premio alla carriera
    - Dino Risi

  - Televisione
    - Antonio Cornacchione

  - Giornalismo
    - Claudio Sabelli Fioretti

  - Radio
    - Lillo & Greg per 610 (Radio 2)

  - Premio "Pino Zac" - satira sul web
    - Pensopositivo.it di Luca Garonzi, Renzo Segala e Marco Belotti

  - Grafica
    - Max Greggio

  - Caricatura
    - Achille Superbi

  - Grafica internazionale
    - Roar Hagen (Norvegia)

  - Teatro
    - Ascanio Celestini

  - Teatro comico
    - Natalino Balasso

  - Premi speciali
    - Giorgia Rozza per la tesi 1924-1926: polemica, satira e propaganda comunista nelle vignette dell’Unità (Università degli Studi di Milano)
    - Giorgio Giacomelli per la tesi Liao Bing Xiong e la satira politica cinese dagli anni Trenta agli anni Ottanta (Università Ca' Foscari, Venezia)
- 2005
  - Grafica
    - Stefano Disegni

  - Grafica internazionale
    - Mark Alan Stamaty (USA)

  - Televisione
    - Trio Medusa (Gabriele Corsi, Furio Corsetti e Giorgio Daviddi)

  - Giornalismo
    - Sebastiano Messina

  - Premio "Pino Zac"
    - Alla redazione di Internazionale

  - Satira internazionale
    - Raisat Extra

  - Teatro comico
    - Rosalia Porcaro

  - Libro
    - Walter Fontana - Non ho problemi di comunicazione (Rizzoli)

  - Satira sul web
    - Dagospia di Roberto D'Agostino

  - Premio speciale
    - Chiara Di Benedetto per la tesi Risate da destra a sinistra. Analisi linguistica del contenuto delle vignette di satira politica durante la guerra in Iraq (Università di Padova)
- 2006
  - Grafica
    - Pat Carra

  - Grafica internazionale
    - Martin Rowson (Gran Bretagna)

  - Giornalismo
    - Giancarlo Santalmassi

  - Televisione
    - Che tempo che fa (Rai 3)

  - Satira in tv
    - Beppe Braida

  - Cabaret
    - Maurizio Milani

  - Premio "Pino Zac"
    - Associazione "Il nido del cuculo" (Livorno)

  - Giornale satirico
    - Pizzino di Gianpiero Caldarella

  - Libro
    - Stefano Bartezzaghi - Non ne ho la più squallida idea (Mondadori)

  - Teatro comico
    - Carla Signoris

  - Parodia
    - Max Giusti

  - Premio speciale
    - Antonello Chieca per la tesi Satira e stampa. La serietà del gioco (Università LUMSA - Roma)
- 2007
  - Premio alla carriera
    - Antonio Ricci

  - Giornalismo
    - Marco Travaglio

  - Libro dell'anno
    - Francesco Piccolo - L'Italia spensierata (Laterza)

  - Satira in tv
    - Andrea Rivera

  - Parodia
    - Lucia Ocone

  - Radio
    - Antonio Di Bella

  - Teatro comico
    - Giobbe Covatta

  - Grafica
    - Fabrizio Fabbri

  - Grafica internazionale
    - Plantu (Jean Plantureux) (Francia)

  - Premio "Pino Zac" - satira sul web
    - Mauro Biani

  - Premio speciale
    - Roberta Barbuto per la tesi L’influenza della satira politica televisiva: disinteressati e disgustati a confronto (Università La Sapienza - Roma)

  - Menzione speciale
    - Luca Martera per la cura e la regia di Farsa Italia (Raisat Extra), programma sui 35 anni di storia del Premio Satira
- 2008
  - Giornalismo
    - Jena (Riccardo Barenghi)

  - Televisione
    - Vauro e Michele Santoro per Annozero (Rai 2)

  - Spettacolo
    - Tintoria (Rai 3)

  - Satira multimediale
    - Quasi TG con Rocco Tanica

  - Parodia
    - Stefano Disegni per Dr. ASL

  - Rivista satirica
    - Emme (M)

  - Grafica
    - Giorgio Franzaroli

  - Grafica internazionale
    - China Artists Association (Cina)

  - Premio "Pino Zac" - satira sul web
    - Vukic (Marco Vuchich) - vukic.alguer.it

  - Premio speciale
    - Mauro Murtinu per la tesi Satira politica e caricatura nei giornali umoristici sardi del Risorgimento (1856-1858) (Università di Cagliari)
- 2009
  - Premi alla carriera
    - Lino Banfi (cinema)
    - Ezio Greggio (tv)

  - Televisione
    - Diego Bianchi (Zoro) per la rubrica Tolleranza Zoro all'interno del programma Parla con me (Rai 3)

  - Giornalismo
    - Umberto Pizzi per il libro Cafonal (Mondadori)

  - Grafica
    - Nico Pillinini

  - Cabaret
    - Ubaldo Pantani

  - Libro
    - Giovanni Sartori - Il sultanato (Laterza)

  - Graphic novel
    - Marco Rizzo e Lelio Bonaccorso - Peppino Impastato, un giullare contro la mafia (BeccoGiallo)

  - Tv internazionale
    - Frank-Markus Barwasser (Germania) per la trasmissione Aufgemerkt! Pelzig unterhält sich (ARD)

  - Satira sul web
    - Mamma! - www.mamma.am
    - L'Asino - tornalasino.blogspot.com

  - Premio "Pino Zac"
    - Isabella Amico di Meane per la tesi di dottorato La satira politica in televisione: possibilità e limiti di un genere. Un confronto tra Germania e Italia (Università di Torino‚ Freie Universität di Berlino)

### Anni 2010
- 2010
  - Premio alla carriera
    - Renzo Arbore nel trentennale del film Il Pap'occhio

  - Televisione
    - Serena Dandini per Parla con me (Rai 3)

  - Radio
    - Il graffio (Radio 24) di Dario Ceccarelli
    - Il Dottor Djembé (Radio 3)

  - Teatro
    - Corrado Guzzanti

  - Parodia
    - Max Paiella

  - Premio "Edmondo Berselli"
    - Filippo Ceccarelli per il libro La Suburra (Feltrinelli)

  - Giornalismo
    - Malcom Pagani

  - Grafica
    - Marco Scalia

  - Satira sul web
    - Spinoza.it di Stefano Andreoli e Alessandro Bonino

  - Premio "Città della satira"
    - Fabio Genovesi

  - Premio "Pino Zac"
    - Francesca Fornario

  - Premio "alla satira indecente"
    - Sergio Staino

  - Premio speciale "In punta di penna - Mit spitzer Feder"
    - Klaus Stuttmann e Danilo Maramotti
- 2011
  - Cinema
    - Cetto La Qualunque (Antonio Albanese)

  - Grafica
    - Makkox (Marco Dambrosio)

  - Grafica internazionale
    - Mikhail M. Zlatkovsky (Russia)

  - Premio per Il Fatto e Il Misfatto
    - Riccardo Mannelli

  - Libro
    - Luca Bottura - Mission to Marx (Aliberti)

  - Graphic novel
    - Tuono Pettinato (Andrea Paggiaro) - Garibaldi (Rizzoli)

  - Giornalismo
    - Denise Pardo
    - I "cronisti del Bunga Bunga": Gianni Barbacetto, Paolo Biondani, Paolo Colonnello, Fiorenza Sarzanini

  - Televisione
    - Gli Sgommati (Palomar-Sky)

  - Premio "Pino Zac"
    - Geppi Cucciari

  - Autore
    - Federico Taddia

  - Premio "Città della satira"
    - Michele Pellegrini

  - Satira sul web
    - Sora Cesira

  - Premio "alla satira indecente"
    - Don Zauker di Daniele Caluri ed Emiliano Pagani

  - Premio "alla satira politicamente scorretta"
    - Flavia Perina e Vauro per il numero del Secolo d'Italia del 27 febbraio 2011
    - Benny (Benedetto Nicolini) per la vignetta "Papponi di Stato" (Libero, 19 luglio 2011)

  - Premio speciale
    - Stefania Vignaroli per la tesi La satira giornalistica (Università La Sapienza - Roma)
- 2012
  - Premio "Edmondo Berselli" alla carriera
    - Alberto Arbasino

  - Premio alla carriera
    - Altan (Francesco Tullio Altan)

  - Giornalismo
    - Annalena Benini

  - Radio
    - Giuseppe Cruciani e David Parenzo - La Zanzara (Radio 24)

  - Televisione
    - I soliti idioti (Fabrizio Biggio e Francesco Mandelli) (MTV)

  - Libro
    - Marco Belpoliti - La canottiera di Bossi (Guanda)

  - Disegno satirico
    - Mario Natangelo per il libro Napolitano - Sesso, moniti e rock 'n' roll (Aliberti)

  - Satira sul web
    - Giancarlo Fontana e Giuseppe Stasi

  - Grafica internazionale
    - Cartooning for Peace

  - Premio "Città della satira"
    - Marco Malvaldi

  - Premio speciale
    - Emanuela Morganti per la tesi Gabriele Galantara e le maschere della politica: L'Asino 1892-1925 (Università degli Studi di Milano)
- 2013
  - Premio "Comici al potere"
    - Giorgio Faletti

  - Premio alla carriera
    - Sergio Staino

  - Giornalismo
    - Silvia Truzzi

  - Libro
    - Guia Soncini - I mariti delle altre (Rizzoli)

  - Televisione
    - Pif (Pierfrancesco Diliberto)

  - Cinema
    - Roberto Andò - Viva la libertà (sceneggiatura di Roberto Andò e Angelo Pasquini)

  - Satira sul web
    - Il Terzo Segreto di Satira

  - Informazione sul web
    - Teledurruti di Fulvio Abbate

  - Teatro
    - Maria Cassi

  - Disegno satirico
    - Marilena Nardi

  - Disegno satirico internazionale
    - Doaa el-Adl (Egitto)

  - Premio "Pino Zac"
    - Tommaso Cerno per il libro Inferno. La commedia del potere (Rizzoli)

  - Giornale satirico
    - L'Antitempo

  - Premio "Città della satira"
    - Emmanuel e Fabrizio Vegliona

  - Premio speciale
    - Lucia Rossini per la tesi Un album inedito di caricatura agli Uffizi: fortuna di un genere nella Toscana seicentesca (Università di Pisa)
- 2014
  - Premio "Edmondo Berselli"
    - Carlo Freccero per il libro Televisione (Bollati Boringhieri)

  - Parodia
    - Virginia Raffaele

  - Cinema
    - Sydney Sibilia - Smetto quando voglio

  - Giornalismo
    - Marco Damilano

  - Disegno satirico
    - Zerocalcare (Michele Rech)

  - Disegno satirico internazionale
    - Nadia Khiari (Tunisia)

  - Giornale satirico
    - Mongolia (Spagna)

  - Satira sul web
    - The Pills (Matteo Corradini, Luigi Di Capua, Luca Vecchi)

  - Autore
    - Andrea Zalone

  - Teatro
    - Stasera non escort con Margherita Antonelli, Alessandra Faiella, Rita Pelusio e Claudia Penoni

  - Premio multitasking
    - Maccio Capatonda (Marcello Macchia)

  - Premio "Pino Zac"
    - Buduàr - Almanacco dell'arte leggera di Dino Aloi e Alessandro Prevosto

  - Premio "Città della satira"
    - Simone Lenzi

  - Premio speciale
    - Alessia Massidda per la tesi Gabriele D'Annunzio in caricatura (Università di Cagliari)
- 2015
  - Libro dell'anno
    - Claudio Giunta - Essere #matteorenzi (Il Mulino)

  - Giornalismo
    - Michele Masneri

  - Disegno satirico
    - Fabio Magnasciutti

  - Disegno satirico internazionale
    - FECO (Fédération des Organisations de Dessinateurs de Presse et d’Humour) (Francia)

  - Teatro
    - Enrico Brignano

  - Cinema
    - Roan Johnson - Fino a qui tutto bene

  - Satira sul web
    - Lercio
    - Edoardo Ferrario

  - Attualità
    - Dado (Gabriele Pellegrini)

  - Premio "Città della satira"
    - Federico Maria Sardelli

  - Premio "Pino Zac"
    - Giancarlo Alfano per il libro La satira in versi - Storia di un genere letterario europeo (Carocci)

  - Premio speciale
    - Federico Bernardi per la tesi Castigat ridendo mores: il diritto di satira nell'ordinamento italiano (Università di Verona)
- 2016
  - Premio alla carriera
    - Nino Frassica

  - Libro dell'anno
    - Antonio Manzini - Sull'orlo del precipizio (Sellerio)

  - Disegno satirico
    - Vanna Vinci per La bambina filosofica

  - Disegno satirico internazionale
    - Damien Glez (Francia/Burkina Faso)

  - Satira sul web
    - Martina Dell'Ombra (Federica Cacciola)

  - Cinema
    - Luca Ferrari - Showbiz

  - Autore
    - Mattia Torre

  - Televisione
    - Saverio Raimondo

  - Radio
    - Giovanni Vernia

  - Premio "Città della satira"
    - I Gatti mézzi

  - Studi sulla satira
    - Gabriele Neri per il libro Caricature architettoniche. Satira e critica del progetto moderno (Quodlibet)
- 2017
  - Premio alla carriera
    - Rosario Fiorello

  - Libro dell'anno
    - Alvaro Rissa (Walter Lapini) - Il culo non esiste solo per andare di corpo - Antologia della letteratura greca e latina (Il Melangolo)

  - Disegno satirico
    - Istituto LUPE (Luca Peruzzi)

  - Disegno satirico internazionale
    - Liza Donnelly (USA)

  - Satira sul web
    - Le più belle frasi di Osho di Federico Palmaroli

  - Cinema
    - Ficarra e Picone (Salvatore Ficarra e Valentino Picone) - L'ora legale

  - Poesia satirica
    - Guido Catalano

  - Giornale satirico
    - Le Canard enchaîné (Francia)

  - Premio "Pino Zac"
    - Danilo Masotti per il libro Umarells 2.0. Sono tanti, vivono in mezzo a noi, ci osservano... e noi osserviamo loro (Pendragon)

  - Premio speciale
    - Valerio Zandonà per la tesi di dottorato Satira e fascismo. Rappresentazioni del ceto politico tra il primo dopoguerra e il consolidamento del regime (Università di Macerata)
- 2018
  - Premio alla carriera
    - Roberto Benigni

  - Parodia
    - Paola Minaccioni

  - Monologhi
    - Natalino Balasso

  - Street art
    - TvBoy (Salvatore Benintende)

  - Animazione
    - Astutillo Smeriglia

  - Libro
    - Vincino - Mi chiamavano Togliatti... - Autobiografia disegnata a dispense. Tomo I° (abbiate fede) (UTET)

  - Premio speciale
    - Andrea Romagna per la tesi Ludendo laedere: licenze e limiti del diritto di satira alla luce della libera manifestazione del pensiero (Università di Trento)
- 2019
  - Premio alla carriera
    - Corrado Guzzanti

  - Premio BPER per il libro
    - Giacomo Papi - Il censimento dei radical chic (Feltrinelli)

  - Cortometraggi
    - Gipi (Gianni Pacinotti) e Gero Arnone per i cortometraggi trasmessi a Propaganda Live (La7)

  - Graphic novel
    - Zuzu (Giulia Spagnulo) - Cheese (Coconino Press)

  - Doppiaggio
    - Fabio Celenza

  - Satira sul web
    - The Jackal

  - Musica
    - Enzo Savastano (Antonio De Luca)

  - Stand up comedy
    - Francesco De Carlo

  - Premio speciale
    - Sabina Guzzanti, Isabella Ragonese e Serena Dandini per La tv delle ragazze - Gli Stati Generali 1988-2018 (Rai 3)

### Anni 2020
- 2020
  - Premi alla carriera
    - Christian De Sica
    - Enrico Vanzina

  - Giornalismo
    - Teresa Ciabatti

  - Televisione
    - Battute? (Rai 2)

  - Grafica
    - Andrea Bozzo

  - Canzone
    - Checco Zalone - Immigrato (dal film Tolo Tolo)

  - Personaggio
    - Il Pojana di Andrea Pennacchi

  - Libro
    - Rocco Tanica - Lo sbiancamento dell'anima (Mondadori)

  - Stand up comedy
    - Michela Giraud

  - Satira sul web
    - Comune di Bugliano
- 2021
  - Premio alla carriera
    - Fran Lebowitz (USA)

  - Personaggio tv
    - Valerio Lundini
    - Emanuela Fanelli

  - Social network
    - Khaby Lame

  - Graphic novel
    - Fumettibrutti (Josephine Yole Signorelli)

  - Autore
    - Giovanni Benincasa per l'idea di Una pezza di Lundini (Rai 2)

  - Satira su carta
    - Mataran
    - Marco Tonus per Pangolino, parodia di Topolino a tema Coronavirus (menzione speciale)

  - Libro
    - Walter Siti - Contro l'impegno (Rizzoli)

  - Parodia
    - Brenda Lodigiani

  - Premio "alla scorrettezza"
    - Pio e Amedeo (Pio D'Antini e Amedeo Grieco)

  - Premio speciale
    - Ikram Nazih (Italia/Marocco)
- 2022
  - Premio speciale internazionale
    - Ivan Urgant (Russia) per gli speciali tv Ciao 2020 e Ciao 2021

  - Premio satira politica
    - Luca e Paolo (Luca Bizzarri e Paolo Kessisoglu)

  - Podcast
    - Edoardo Ferrario e Luca Ravenna - Cachemire

  - Giornalismo
    - Francesca Fagnani per il programma tv Belve (Rai 2)

  - Social network
    - Le Eterobasiche (Maria Chiara Cicolani e Valeria De Angelis)

  - Libro
    - Pietro Galeotti - La riunione (Feltrinelli)

  - Libro e spettacolo live
    - Alessandro Gori (Lo Sgargabonzi) - Confessioni di una coppia scambista al figlio morente (Rizzoli Lizard)

  - Musica
    - Vazzanikki e Valerio Lundini

  - Grafica e animazione
    - Cartoni morti di Andrea Lorenzon

  - Stand-up comedy
    - Eleazaro Rossi
- 2023
  - Personaggio dell'anno
    - Rosario Fiorello per il programma Viva Rai2!

  - Stand-up comedy
    - Daniele Fabbri
    - Yoko Yamada

  - Podcast
    - Daniele Tinti e Stefano Rapone - Tintoria

  - Libro
    - Dario Ferrari - La ricreazione è finita (Sellerio)
    - Chiara Galeazzi - Poverina (Blackie edizioni)

  - Social network
    - Filosofia Coatta (Giulio Armeni)

  - Scienza
    - Barbascura X

  - Disegno
    - Mario Natangelo

  - Serie tv
    - Call my agent Italia (Sky)
- 2024
  - Teatro
    - Paolo Rossi

  - Televisione
    - Diego Bianchi per il programma Propaganda Live (La7)

  - Libro
    - Filippo Ceccarelli - B. Una vita troppo (Feltrinelli)

  - Stand-up comedy
    - Giorgia Fumo
    - Horea Sas

  - Social network
    - Nathan Kiboba

  - Film
    - Gloria! di Margherita Vicario

  - Varietà
    - Contenuti Zero

  - Satira sul web
    - Alessandro Arcodia

  - Disegno
    - Maicol & Mirco (Michael Rocchetti)